# Jagodnik (Basse-Silésie)
Pour les articles homonymes, voir Jagodnik.
Jagodnik (en allemand Grunau) est une localité polonaise de la gmina et du powiat de Świdnica en voïvodie de Basse-Silésie.